# 南京造币有限公司
南京造币有限公司，前身为“南京造币厂”，简称“南币”，是由中國大陸政府指定、专门从事法定货币生产的企业，主要从事国家流通硬币、金属纪念币以及印钞造币专用设备的研发、制造和生产。

## 历史
该企业创办于1985年，地处江苏省南京市，隶属中国印钞造币总公司，是目前中国內地唯一的印钞造币专用设备研发制造公司，并拥有钢芯镀铜、锡合金硬币坯饼生产基地，与清朝末年建立的江南造币厂没有传承关联。

## 外部連結
- 南京造幣廠發展戰略研究 （页面存档备份，存于）
- 四大造币厂之首 ——南京造币厂